# Fred and Barney Meet the Thing
Fred and Barney Meet the Thing est une émission de télévision américaine diffusée sur NBC comprenant une adaptation en dessin animé du personnage de La Chose et des épisodes inédits des Pierrafeu.

## Série
La série comprend deux dessins animés : The Thing et The New Fred and Barney Show (en) produits par Hanna-Barbera et diffusés du 22 septembre au 1er décembre 1979. En dépit du titre, les personnages des deux dessins animés ne se rencontrent jamais si ce n'est lors du générique.

## The Thing
The Thing raconte l'histoire d'un jeune homme qui en frappant l'une contre l'autre deux bagues qu'il a aux doigts se transforme en Chose. Les Quatre Fantastiques n'apparaissent pas et le personnage de la Chose est considérablement changé.

## The New Fred and Barney Show
La série est la suite de The New Fred and Barney Show une série homonyme qui était auparavant diffusée. Elle comprend aussi des rediffusions d'épisodes anciens.